# Koetsiersglas

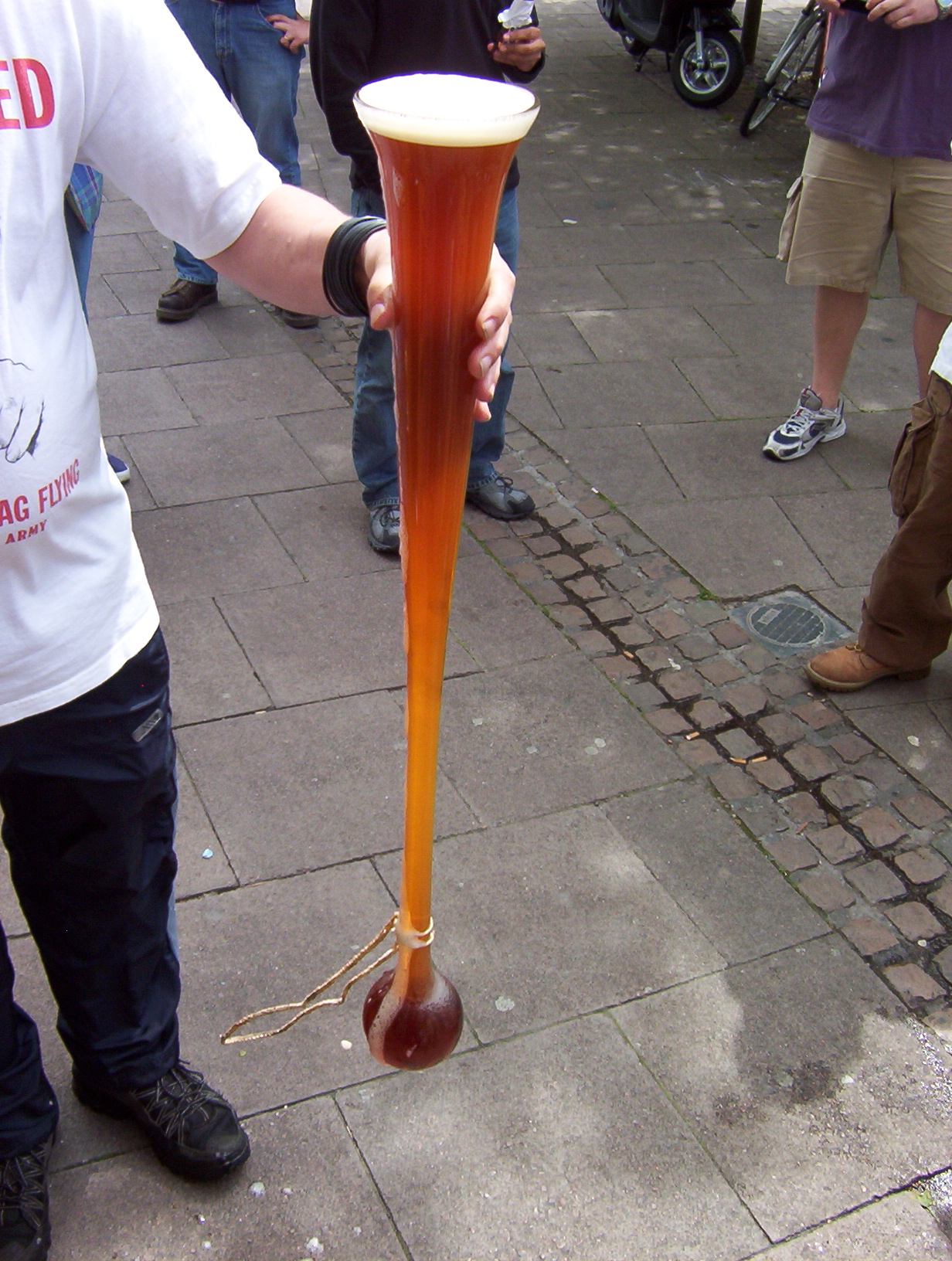
Een Engels yard glass.

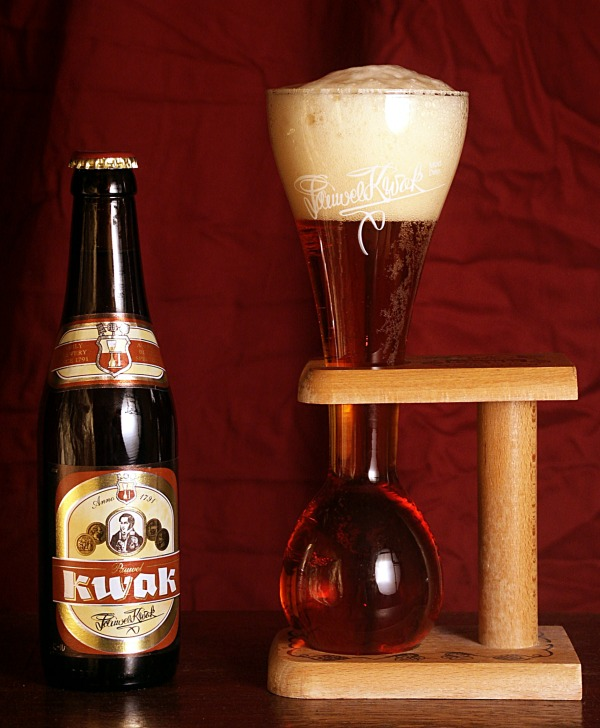
Een koetsiersglas van Pauwel Kwak in houten standaard.

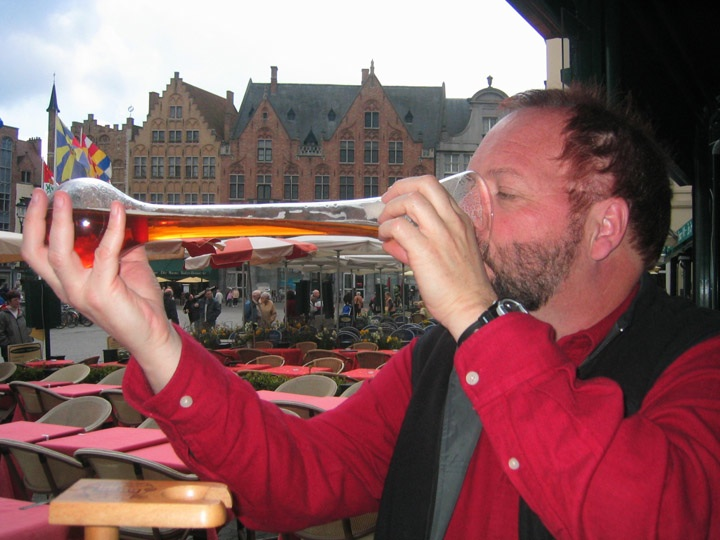
Man demonstreert hoe er ook zonder geknoei uit een koetsiersglas kan worden gedronken.

Een koetsiersglas is een bierglas dat bestaat uit een tuitvormige bovenzijde en een bolvormige onderzijde zonder afgeplatte voet. Het glas gaat doorgaans vergezeld van een (houten) houder of standaard. Daarin dient het glas te worden geplaatst als men het niet in de hand houdt, aangezien het glas anders omvalt. Journalist Martin van Amerongen heeft dit glas in 1989 treffend omschreven als een soort zandloper die in een decoratief houten handvat is gestoken.

## Drinkspelletjes
De oorsprong van het koetsiersglas moet gezocht worden in de richting van drinkspelletjes waarbij een glas van hand tot hand gaat en men er beurtelings een slok uit neemt. Zodra er bij het aan de mond zetten van het glas een luchtbel in de bol komt, gutst er plotseling zoveel bier naar buiten dat de drinker dit meestal niet kan behappen. Voor dit drinkspel worden doorgaans glazen met een flinke inhoud gebruikt. In Groot-Brittannië, waar dit bierspel vermoedelijk in de zeventiende of achttiende eeuw is ontstaan, worden dergelijke glazen aangeduid als yard-of-ale glasses of yard glasses, een benaming die verwijst naar de exceptionele lengte.
Ook buiten Groot-Brittannië hebben deze glazen ingang gevonden in de horeca. In biercafé De Dulle Griet in Gent worden bijvoorbeeld koetsiersglazen met een inhoud van 1,2 liter gebruikt. Wie zo'n glas bestelt dient te vragen om een Max van 't huis en moet als onderpand aan de bar een schoen inleveren. Die schoen wordt in een mand gedaan die vervolgens aan een touw omhoog gehesen wordt. Pas als het lege glas weer ingeleverd wordt krijgt de cafébezoeker zijn schoen terug.
Voor zover bekend heeft Heineken als eerste Nederlandse brouwerij koetsiersglazen in omloop gebracht. Deze glazen werden vanaf 1971 als relatiegeschenk gebruikt en daarnaast op horecabeurzen te koop aangeboden. De mondgeblazen koetsiersglazen van Heineken hebben een lengte van 43 à 44 cm en zijn voorzien van een lithografische afbeelding van een postkoets. Heineken liet de glazen vervaardigen door een Belgische glasfabriek in Braine-le-Comte (Henegouwen). Nadien heeft ook brouwerij Hertog Jan een koetsiersglas in omloop gebracht.  

## Reclameverzinsel
Over de  herkomst van het koetsiersglas doet wijd en zijd het verhaal de ronde dat Pauwel Kwak, een brouwer-herbergier in Dendermonde (Oost-Vlaanderen), het ten tijde van Napoleon zou hebben 'uitgevonden'. Zijn herberg genaamd De Hoorn aan de weg van Mechelen naar Gent zou een halteplaats van postkoetsen zijn geweest. Aangezien het de koetsiers van deze rijtuigen niet was toegestaan af te stijgen teneinde iets te drinken, voorzagen zij hun rijtuigen van houders waarin een bierglas kon worden geplaatst. Waarom daarvoor een speciaal glas met een bolvormige onderzijde gekozen werd, vertelt het verhaal echter niet. Wat het verhaal evenmin vertelt is of de glazen eigendom waren van herbergier Pauwel Kwak, dan wel van de koetsiers. Historische bronnen die het verhaal ondersteunen ontbreken. Ook zijn van dit model glas geen exemplaren uit de Napoleontische tijd bewaard gebleven. Waarschijnlijk is het verhaal dan ook verzonnen door een creatieve reclamemaker toen brouwerij Bosteels (Buggenhout) in 1980 een amberkleurig bier genaamd Pauwel Kwak introduceerde. Met dit zeer opvallende glas was aandacht verzekerd en kon de introductie kracht worden bijgezet.